# Ордалстанген

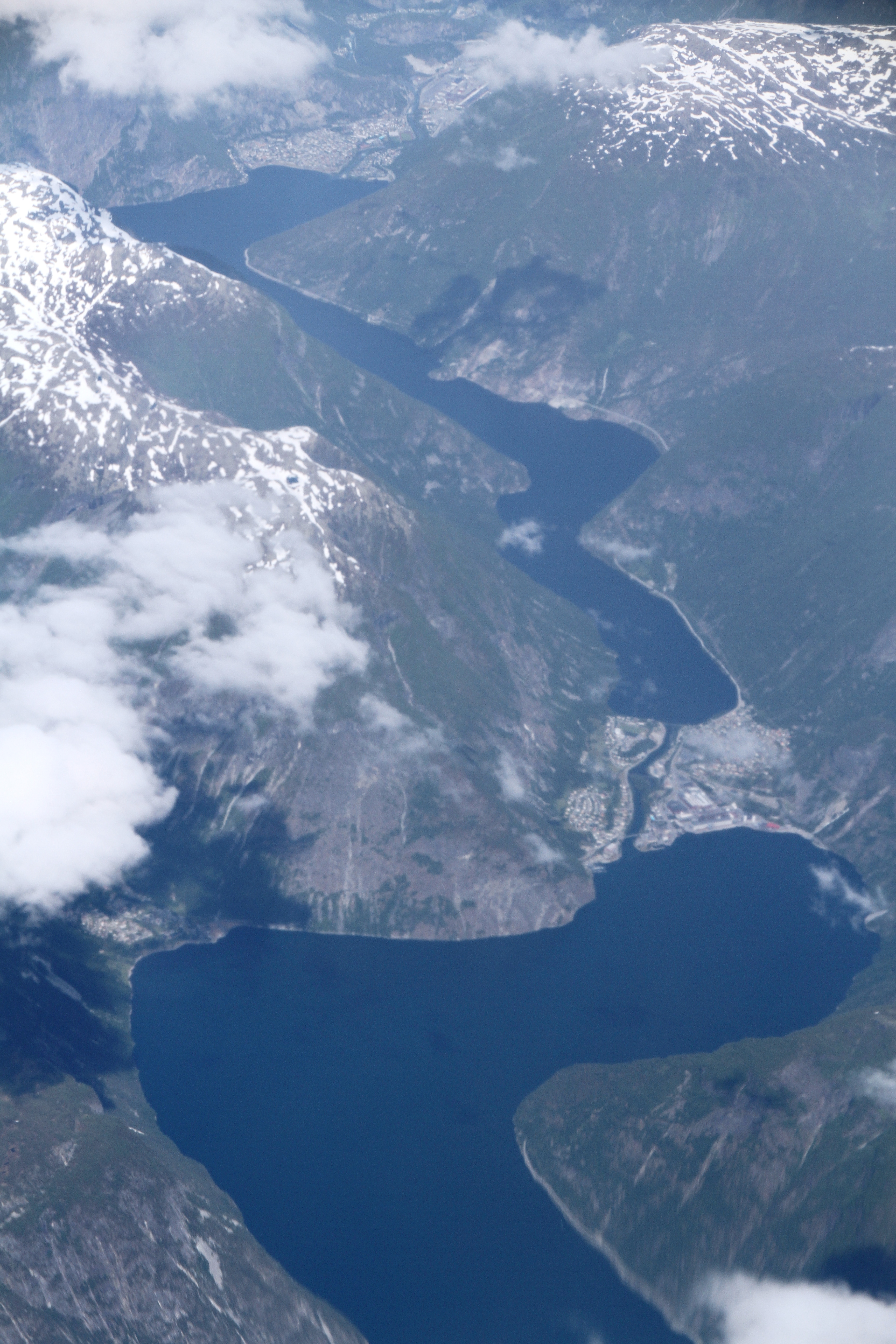
Аэрофотоснимок Ордалстангена. Видны Ордалс-фьорд (на переднем плане), озеро Ордалсватн (на заднем плане) и Эвре-Ордал (вдали за озером)

Ордалстанген (норв. Årdalstangen) — административный центр коммуны Ордал в составе фюльке Согн-ог-Фьюране, Вестланн, Норвегия. Находится в крайней точке Ордалс-фьорда, бокового ответвления Согне-фьорда. Ордалстанген является вторым по численности населения городом коммуны Ордал, уступая городу Эвре-Ордал.

## Культура
В городе каждый август проходит ежегодный рок-музыкальный фестиваль Målrock.
Каждое лето из Эвре-Ордала стартуют соревнования по бегу до водопада Веттисфоссен, а также соревнования по бегу и велокроссу до обзорной точки «1000 метров» (норв. 1000 meteren; находится на высоте около 1000 м над уровнем моря).

## Промышленность
В Эвре-Ордал и Ордалстанген расположены производства:
- Завод по производству алюминия компании Norsk Hydro;
- Цеха компании HMR Hydeq[4], специализирующейся на подвижном и стационарном оборудовании для алюминиевых производств (входит в группу HMR);
- Фабрика компании NorSun, производителя монокристаллических слитков и готовых пластин кремния для изготовления солнечных батарей[5].